# هولنزت
هولنزت (به آلمانی: Hollnseth) یک شهر در آلمان است که در بورده لامشتدت واقع شده‌است. هولنزت ۹۳۲ نفر جمعیت دارد.